# G15
Beträffande datortangentbordet G15, se Logitech G15

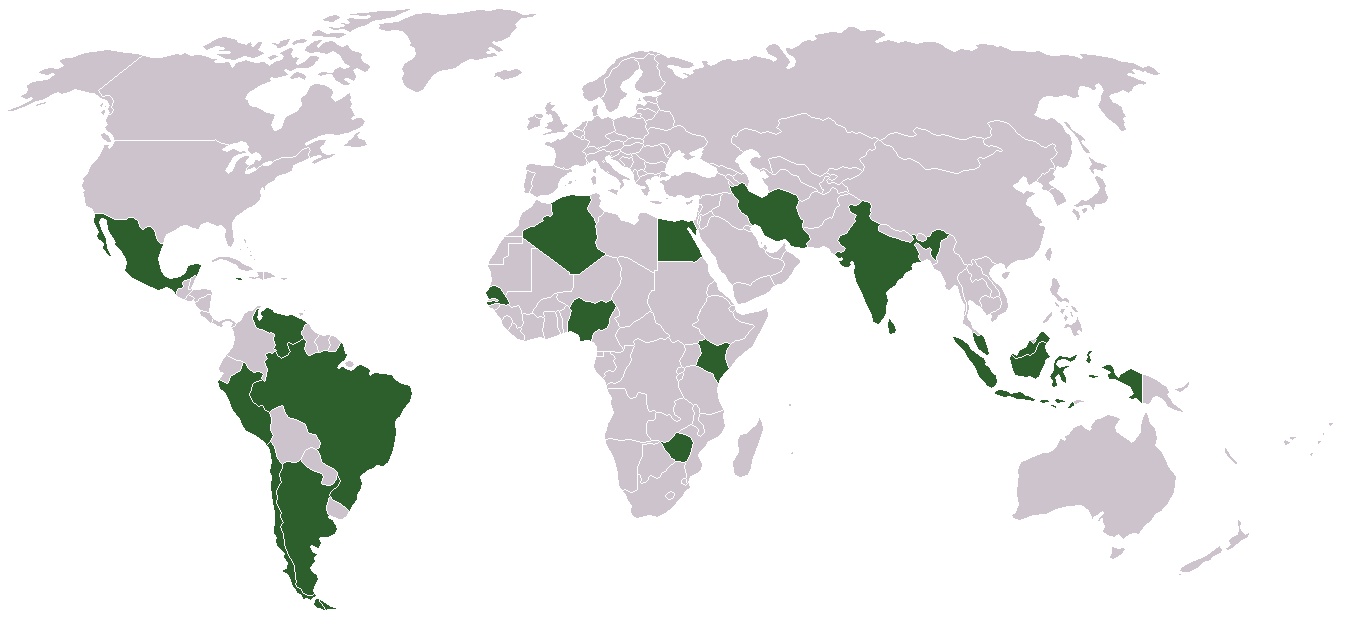
G15-gruppens medlemsländer

G15-gruppen är en samarbetsgrupp grundad 1989 som samlar 18 utvecklingsländer som ingår i De alliansfria staternas organisation (Non-aligned Movement, NAM). Syftet med gruppen är att politiskt agera gemensamt i internationella ekonomiska frågor.

## Medlemsländer
- Algeriet
- Argentina
- Brasilien
- Chile
- Egypten
- Indien
- Indonesien
- Iran
- Jamaica
- Kenya
- Malaysia
- Mexiko
- Nigeria
- Peru
- Senegal
- Sri Lanka
- Venezuela
- Zimbabwe